# Юпанки, Атауальпа
Атауа́льпа Юпа́нки (исп. Atahualpa Yupanqui, при рождении Héctor Roberto Chavero Aramburo; Пергамино, 31 января 1908 — Ним, 23 мая 1992) — аргентинский автор-исполнитель
, певец, гитарист, писатель
, собиратель фольклора и писатель.

## Биография

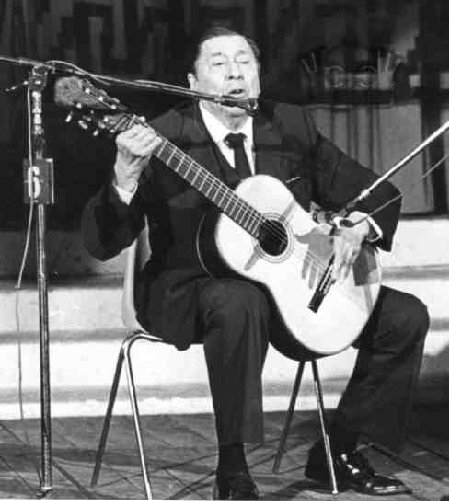
Атауальпа Юпанки.

Атауальпа Юпанки родился в провинции Буэнос-Айрес, в аргентинской пампе. Свой псевдоним он выбрал уже в молодости, в честь двух легендарных инкских императоров. В молодые годы много путешествовал по северу Аргентины, изучая фольклор гаучо и индейцев. Был членом Коммунистической партии Аргентины. В 1931 году принял участие в выступлении в поддержку отстранённого от власти президента Иполито Иригойена и был вынужден искать убежища в Уругвае. В 1934 году вернулся в Аргентину. С 1935 выступал вместе с пианисткой Антониетой Паулой Пепин Фицпатрик, которая вскоре стала его женой.
Во время правления президента Перона его выступления неоднократно запрещались цензурой; он был несколько раз арестован за связи с коммунистами. В 1949 году он уехал во Францию, где опубликовал свой первый диск в Европе. В 1952 году вернулся в Аргентину, поселился в провинции Кордова и вышел из Коммунистической партии. С 1967 года жил в Париже, посещая Аргентину с короткими визитами. Умер во Франции. Прах певца рассеян над его любимым Колорадским холмом 8 июня 1992 года.
Песни Юпанки исполняли и популяризировали Факундо Кабраль, Мерседес Соса и другие.